# NERVA

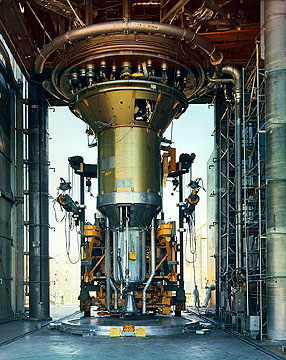
ETS-1의 NERVA XE

NERVA(Nuclear Engine for Rocket Vehicle Application)는 약 20년 운용된 미국의 핵추진 로켓 엔진 개발 계획이다. 주요 목적은 "우주 임무 적용을 위한 추진 시스템의 설계 및 개발에 활용될 핵 로켓 엔진 시스템에 대한 기술 기반을 구축"하는 것이었다. 이는 미국 원자력 위원회(AEC)와 미국 항공 우주국(NASA)의 공동 노력으로, 1973년 1월 프로그램이 종료될 때까지 우주핵추진국(SNPO)에서 관리했다. SNPO는 NASA의 해롤드 핑거, AEC의 밀튼 클레인이 주도했다.

## 역사
NERVA는 초소형 원자로를 가동시켜 로켓의 추진력을 얻으며, 추력 25톤, 연소시간 1680초의 로켓 엔진이다. 1969년 3월 연소시험에 성공했다. 무제한 연소되는 로켓은 아니었다.

## 같이 보기
- 9M730 부레베스트니크